# Associazione Calcio Cuneo 1940-1941
Questa voce raccoglie le informazioni riguardanti l'Associazione Calcio Cuneo nelle competizioni ufficiali della stagione 1940-1941.

## Rosa
| N. |                   | Ruolo | Calciatore          |
| -- | ----------------- | ----- | ------------------- |
|    | Italia (bandiera) | D     | Giovanni Bacigalupo |
|    | Italia (bandiera) | C     | Giorgio Biraghi     |
|    | Italia (bandiera) | A     | Giorgio Borgo       |
|    | Italia (bandiera) | D     | Daniele Borsato     |
|    | Italia (bandiera) | C     | Mario Busidoni      |
|    | Italia (bandiera) | C     | Piero Camilla       |
|    | Italia (bandiera) | A     | Michele Caviglia    |
|    | Italia (bandiera) | D     | Luigi Cazzaniga     |

| N. |                   | Ruolo | Calciatore         |
| -- | ----------------- | ----- | ------------------ |
|    | Italia (bandiera) | P     | Enzo Fabbri        |
|    | Italia (bandiera) | A     | Alfredo Genta      |
|    | Italia (bandiera) | A     | Carlo Mussolo      |
|    | Italia (bandiera) | A     | Riccardo Paschiero |
|    | Italia (bandiera) | A     | Giovanni Peano     |
|    | Italia (bandiera) | D     | Paolo Plotti       |
|    | Italia (bandiera) | D     | Angelo Testa       |
|    | Italia (bandiera) | P     | Angelo Verné       |